# August Noack

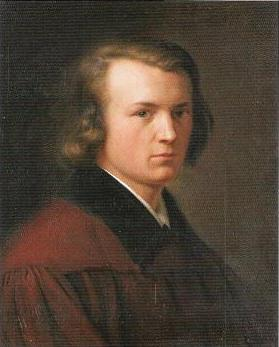
Selbstporträt, um 1848

Christian Carl August Noack (* 27. September 1822 in Bessungen; † 12. November 1905 in Darmstadt) war ein deutscher Maler, der vor allem als Porträtist und  Historienmaler hervortrat.
August Noack schuf über tausend Porträts, insbesondere von Amtsträgern und Personen aus Fürstenhäusern, die sich heute zu großem Teil in Privatbesitz, aber auch in öffentlichen Sammlungen befinden. Ein weiterer Schwerpunkt seines Schaffens war die Landschaftsmalerei. Seine Neigung galt auch „Compositionen biblischer Gegenstände“ und  christlichen Historienbildern.
Seine Bilder, Zeichnungen, Briefe, Texte, Vorträge und umfangreiches biographisches Material befinden sich, soweit in Kriegen unzerstört, zum Teil noch heute in evangelisch-lutherischen Kirchen, z. B. in St. Martin, Pfungstadt, in der evangelischen Stadtkirche Bad Wimpfen, im Stadtarchiv Darmstadt, im Hessischen Landesmuseum Darmstadt oder in Privatbesitz, z. B. das Bild Paulus vor dem Hohen Rat.

## Kindheit
Geboren wurde Noack als drittes von sechs Kindern des großherzoglich-hessischen Oberkonsistorial-Registrators Heinrich Ludwig Noack (1796–1854) und dessen Ehefrau Sofia Christiane Werner (1795–1854), Tochter des Darmstädter Silberschmieds und Hofjuweliers Werner. Die Familie Noacks stammte aus der Lausitz und lebte seit 1770 in Darmstadt-Bessungen. Ab 1836 war Noack einer der ersten Schüler der neu gegründeten Höheren Gewerbeschule (später Polytechnische und Technische Hochschule Darmstadt). Seine künstlerische Ausbildung begann 1837 im Alter von 15 Jahren bei dem Darmstädter Landschaftsmaler August Lucas.

## Studien und Stationen
Von 1839 bis 1842 studierte er als Schüler von Wilhelm von Schadow, Carl Ferdinand Sohn und Carl Friedrich Lessing an der Kunstakademie Düsseldorf. Zwischen 1843 und 1846 wirkte er als Porträtmaler in Kitzingen und Würzburg, wo er mit dem Maler Richard Freytag Ateliers gründete. Von 1846 bis 1851 bereiste und lebte er in München und Salzburg. In jener Zeit freundete er sich mit Paul Weber an, den er aus gemeinsamer Studienzeit bei Lucas kannte.
1849 studierte er in Antwerpen. 1855 wurde er in Darmstadt zum großherzoglichen Hofmaler ernannt. In diesem Jahr bereiste für einige Monate Italien.
Im Dezember 1855 heiratete er Leontine Frobenius (1827–1900), die er 1844 in Kitzingen kennengelernt hatte. Aus dieser Ehe gingen vier Kinder (darunter der Architekt und Landtagsabgeordnete August) hervor, zudem gehörten 2 Pflegekinder zur Familie. 1868 bereiste er Italien zu Studienzwecken ein zweites Mal. 1870 baute er in „italienischem Stil“ seine Künstlervilla in Darmstadt.
1872 wurde Noack zum ordentlichen Professor für Zeichnen und Malen an die 1868 gegründete Polytechnischen Schule (heute Technische Universität Darmstadt) berufen. In dieser Stellung blieb er bis zum 31. März 1901.
August Noack wurde auf dem Alten Friedhof in Darmstadt bestattet (Grabstelle: II K 35).

## Werke

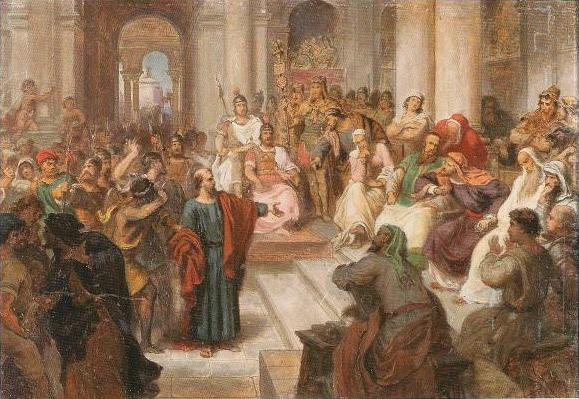
Paulus vor dem hohen Rat in Jerusalem, Ölskizze um 1880
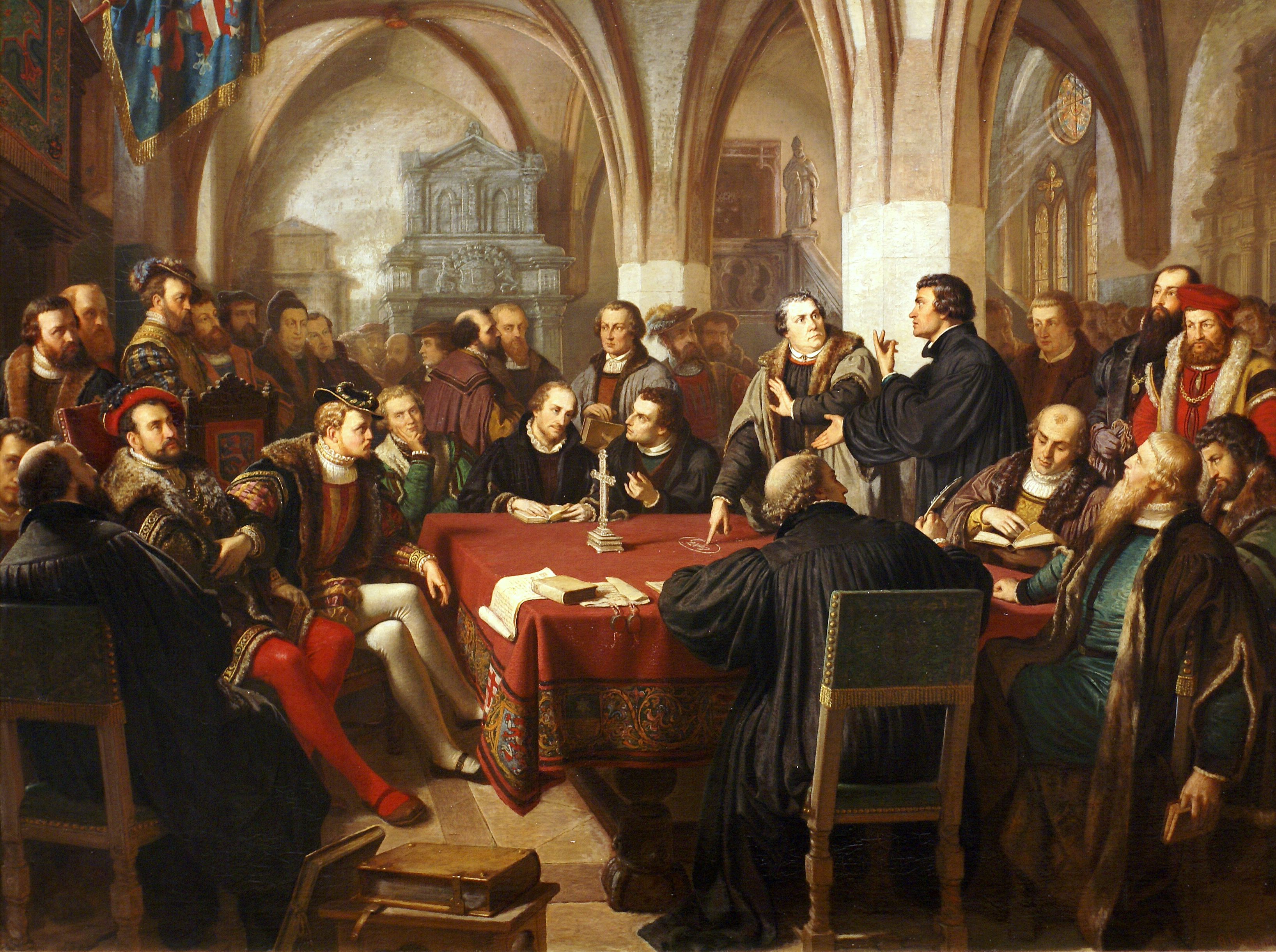
Marburger Religionsgespräch, Ölgemälde (2,50 × 3,05 m)
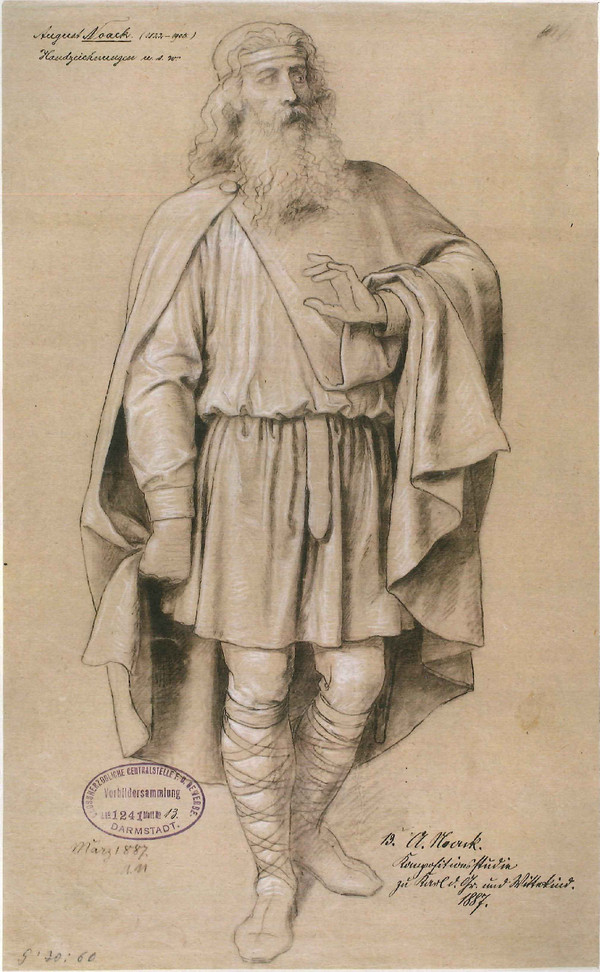
Kompositionsstudie zu Karl dem Grossen (1887, Hessisches Landesmuseum)
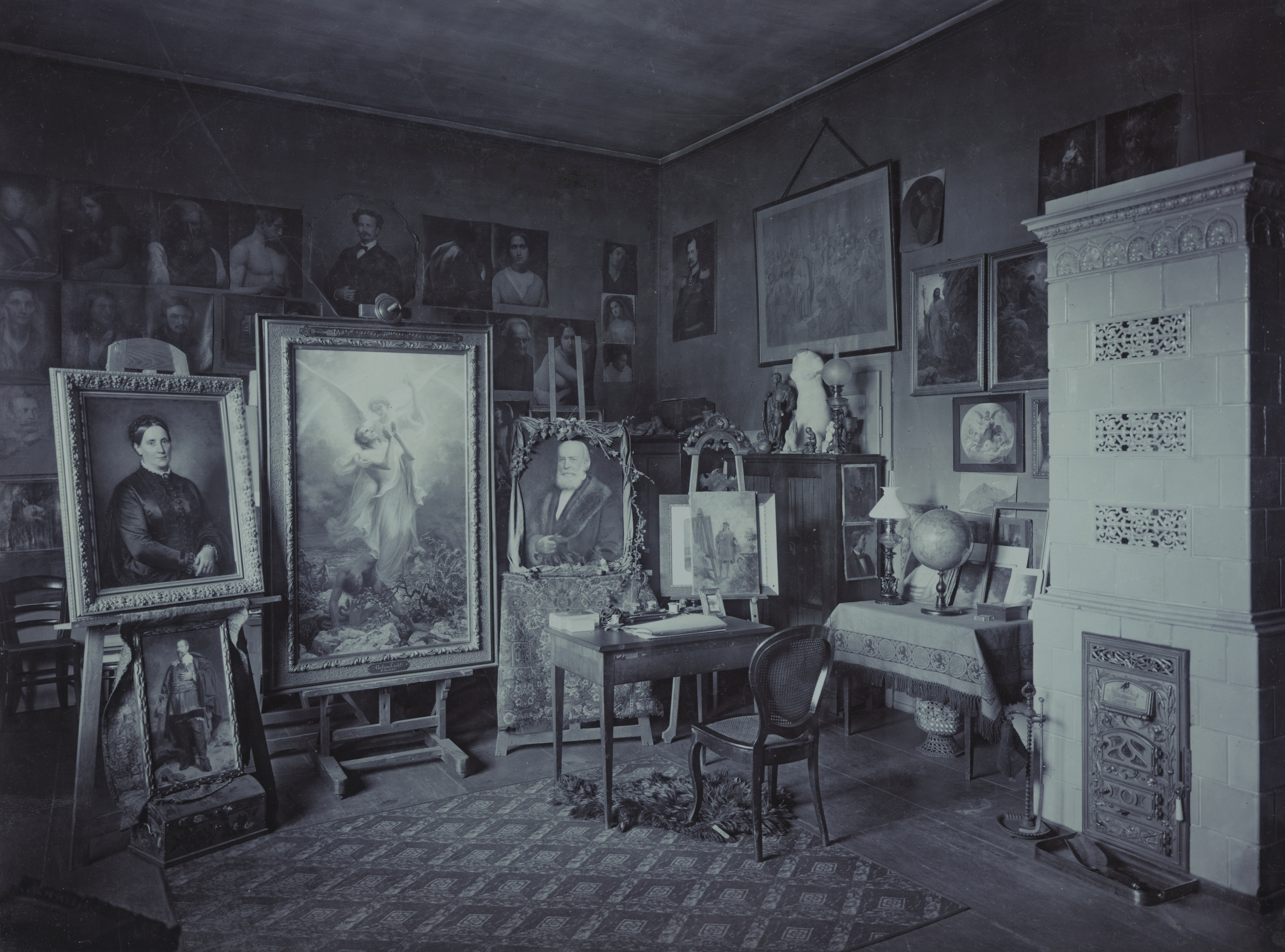
Atelier von August Noack in Darmstadt, Plattenphotographie um 1900